# Список умерших в 900 году

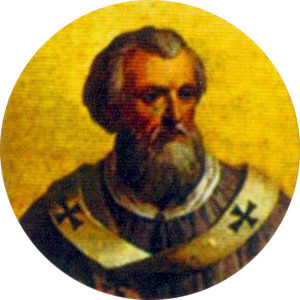
Иоанн IX

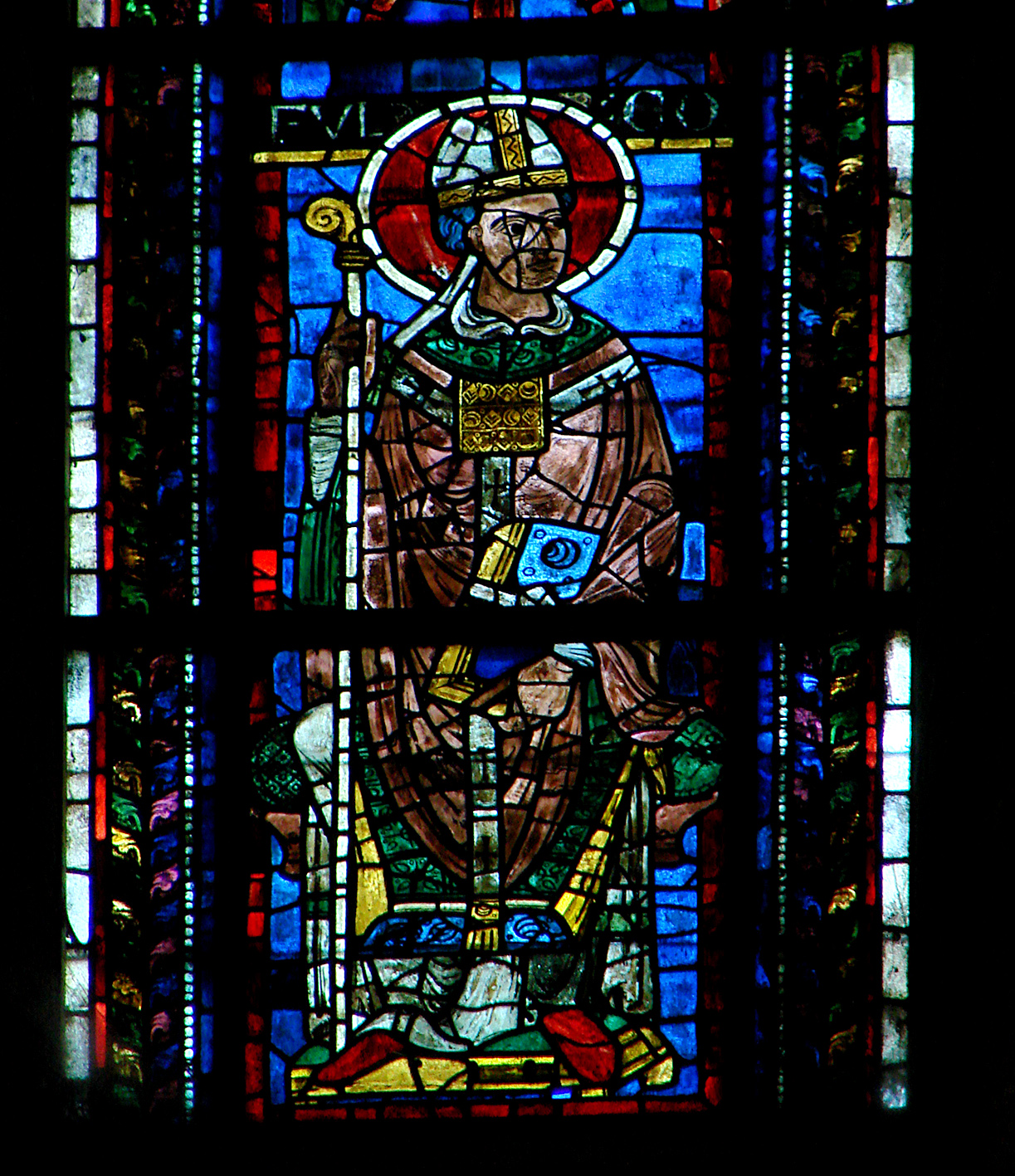
Фульк Почтенный

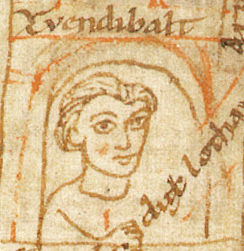
Цвентибольд

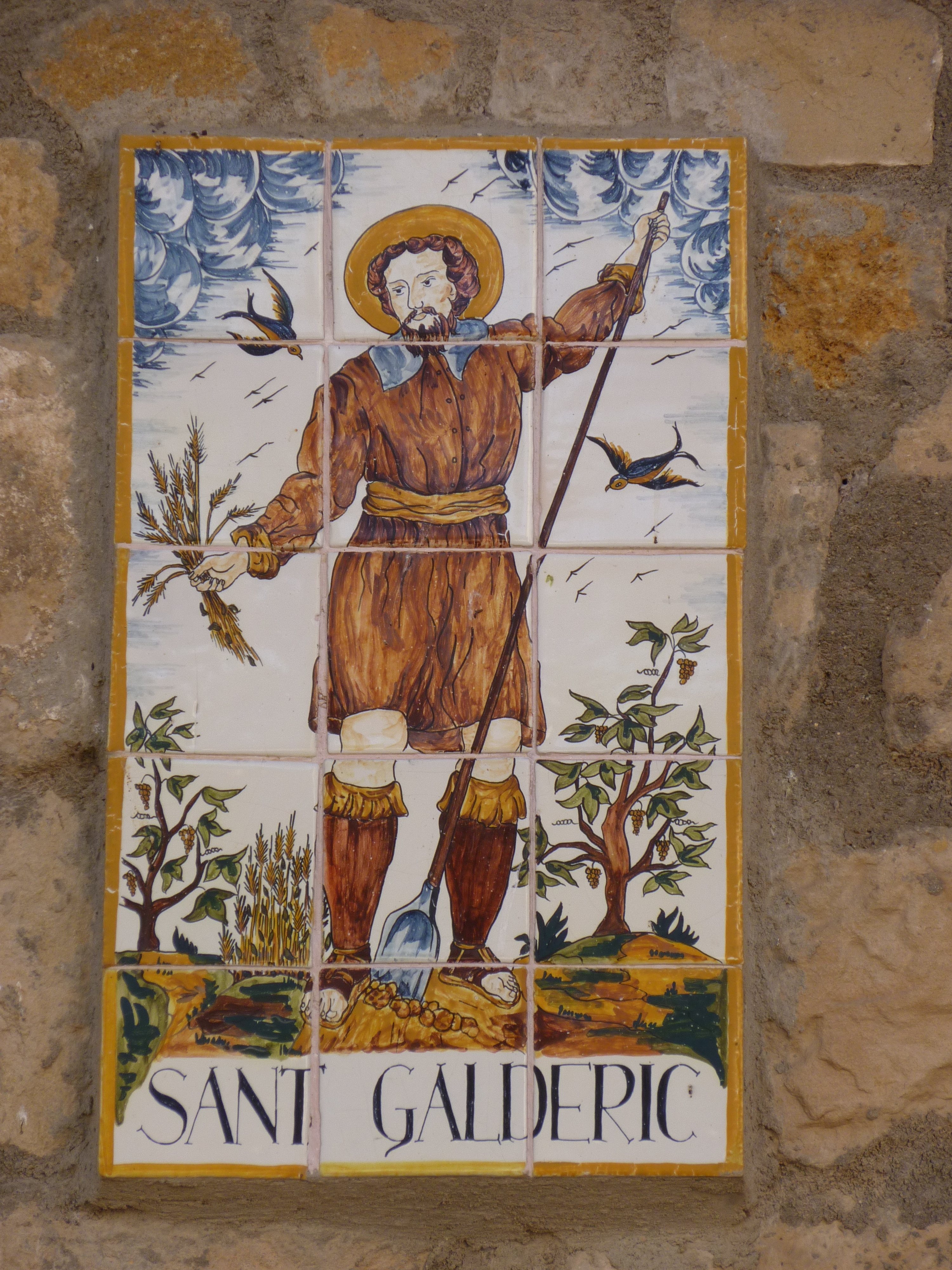
Гальдерик

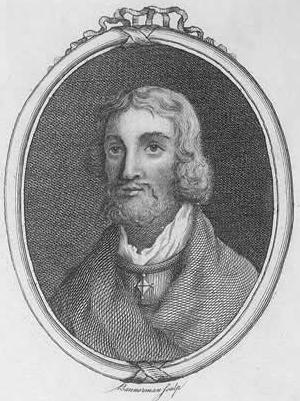
Дональд II

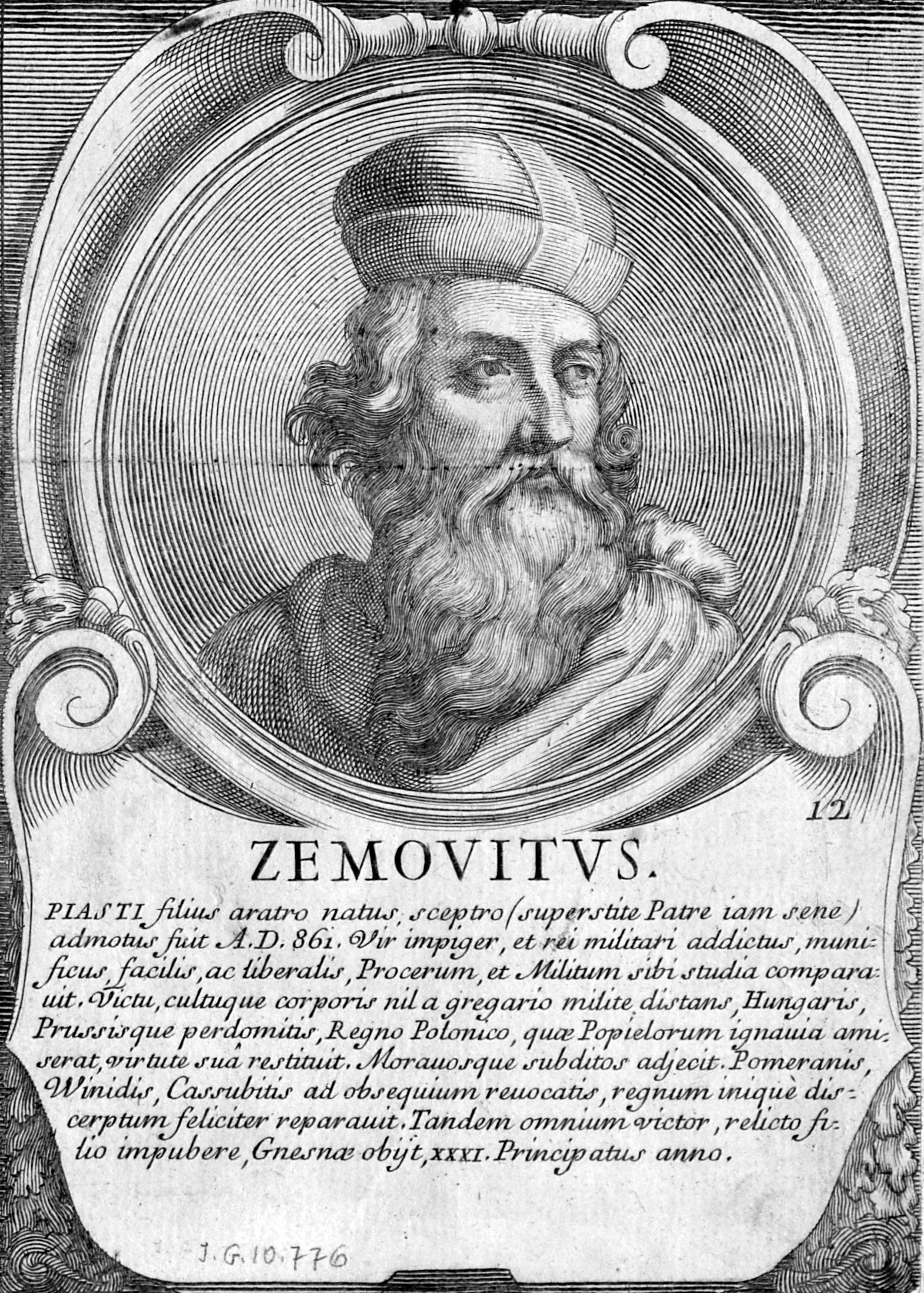
Земовит (князь полян)

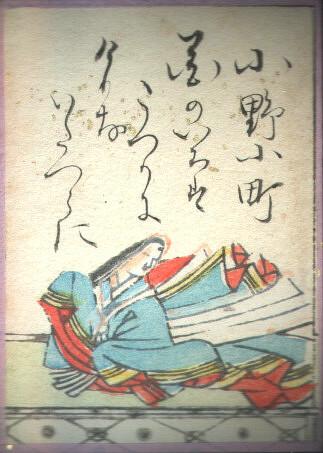
Оно-но Комати

В этой статье представлен список известных людей, умерших в 900 году.
См. также: Категория:Умершие в 900 году

## Январь
- 5 января — Иоанн IX — папа римский с января 898 года по январь 900 года

## Апрель
- 13 апреля — Фудзивара но Такафузи[англ.] — японский государственный деятель, найдайдзин
- 20 апреля — Баграт I Мампали — грузинский принц Тао-Кларджети из династии Багратионов

## Июнь
- 17 июня — Фульк Почтенный — архиепископ Реймса с 883 года, канцлер короля Западно-Франкского государства Карла III Простоватого с 898 года; убит

## Июль
- 12 июля — Вон Туан[англ.] — канцлер Китая (895—900)
- 30 июля — Лиу Чонгван[англ.] — канцлер Китая при императоре Чжао-цзуне

## Август
- 13 августа — Цвентибольд — король Лотарингии с 895 года; незаконнорождённый сын императора Запада Арнульфа Каринтийского; убит

## Сентябрь
- 25 сентября — Эгильбальд — епископ Утрехта (899—900)

## Октябрь
- 3 октября — Мохаммад ибн-Зейд[англ.] — эмир Табаристана из династии Алавидов (883—900)
- 16 октября — Гальдерик[нем.] — святой римско-католической церкви, покровитель каталонских крестьян

## Точная дата смерти неизвестна
- Ауд Мудрая — одна из ключевых участниц заселения Исландии в IX веке
- Вульфхер Йоркский[англ.] — архиепископ Йоркский (854—900)
- Джованни[фр.] — епископ Ареццо (868—900)
- Дональд II — король Албы (Шотландии) с 889 года; последний титулярный король пиктов; погиб в битве при Данноттаре.
- Земовит — князь полян
- Ибн Али Асим[англ.] — исламский учёный
- Лев Руанский — священномученик, убит сарацинами
- Лде-дпал-кхор-бтсан[англ.] — первый известный правитель Ладакха
- Ли Жироу[англ.] — канцлер Китая (895)
- Мервин ап Родри — король Поуиса (878—900)
- Кнут — король скандинавского Йорка (899—900)
- Оно-но Комати — японская поэтесса
- Ридольфо Колонна[фр.] — граф Корсики (860—900)
- Роже дю Мэн — граф Мэна (886—893, 895—900}, родоначальник дома Гугонидов.
- Тадг мак Конхобайр — король Коннахта (888—900) из рода Уи Бриуйн
- Хакон Грьотгардссон — первый ярл Хладира; погиб в битве у Фьялира
- Эрдульф Линдисфарнский[англ.] — епископ Линдисфарна (854—900)